# Mathilde Bourdon
Mathilde Bourdon (Gante, 1817 - Bailleul, 22 de diciembre de 1888) más conocida como Madame Bourdon, nacida Mathilde Lippens, fue una escritora belga de lengua francesa. Residió en Lille, donde su segundo marido ejercía de magistrado, y después en Bailleul, donde llegó a ser apreciada por su caridad y su amabilidad. Fue autora de numerosos libros, esencialmente moralizantes, que según Louis Bethléem se encontraban en todas las librerías católicas a principios del siglo XX.

## Obras
| - Pélerinage de neuf jours à N.-D. de la Treille (1847) - Marie protectrice de la France ou Neuvaine pour obtenir l'intercession de la Sainte Vierge dans les temps présents (1848) - L'homme propose et Dieu dispose (1849) - Essai historique sur la collégiale de Saint-Pierre à Lille (1850) - Les Amis du Sauveur, ou la Famille de Lazare, Marthe et Marie (1850) - Chacun son métier, proverbe (1850) - L'Empire de la vertu (1850) - L'Orpheline de Lépante (1850) - Paraboles de l'Évangile (1850) - La Passion méditée dans le Sacré Coeur de N. S. Jésus-Christ (1850) - Blanche de Selva, suivi de Une Prévention (1851) - Le Bon Villageois, ou la Vertu dans la tribulation, par l'auteur de "l'Orpheline de Lépante" (1851) - Histoire de Notre Dame de la Treille, patronne de la ville de Lille (1851) - Le Legs d'une mère (1851) - La Planche de salut (1851) - Sainte Flavie Domitille, histoire du 1er siècle de l'Église (1851) - Sainte Jeanne de Valois, fondatrice des Annonciades (1851) - Le pouvoir de la prière (1852) - Un Bienfait n'est jamais perdu, proverbe (1852) - Chaque chose à sa place (1852) - Histoire d'Élisabeth, reine d'Angleterre (1852) - Sainte Geneviève, patronne de Paris (1852) - Légendes intimes (1852) - Qui vivra verra, Point de feu sans fumée, proverbes (1852) - Saint Thomas de Cantorbéry (1852) - Vie du maréchal de Boufflers (1852) - Sainte Radegonde, reine des Francs (1853) - Les deux aveugles (1853) - Notice sur la vie de Saint Piat, martyr, patron de Seclin (1853) - Une Antipathie, ou En toutes choses il faut considérer la fin, proverbe en 3 actes (1853) - La Fille du fermier (1853) - Charles le Bon, comte de Flandre (1853) - Histoire de Marie Stuart (1853) - Les Mères réconciliées par leurs enfants (1853) - Saint Stanislas Kostka (1853) - Les Martyrs de Lyon (1854) - La chapelle d'Ensiedlen (1854) - Le Bienheureux Pierre Fourier (1854) - Frère et soeur, suivi de Quelques nouvelles (1854) - Le Chercheur d'or (1855) - Le Mois eucharistique (1855) - Saint Benoît et les ordres religieux dont il fut le fondateur (1855) - Le siège de Sébastopol, 1854-1855 (1856) - Les amis du ciel (1856) - Le château d'Avrilly ; Il faut faire comme tout le monde; Le dévouement d'une sœur, etc. (1852) | - Saint Martin, évêque de Tours (1853) - La Voie droite, par l'auteur de "la Charité en action" (1853) - Saint Antoine de Padoue (1854) - De la confiance en Dieu dans les calamités publiques - Silvio Pellico (1855) - Neuvaine à Saint-Joseph (1856) - La clef des coeurs (1857) - Le Secret (1857) - La Vie réelle (1857) - L'Ange du sommeil (1858) - Le Prix de la vie, suivi de plusieurs nouvelles (1859) - Les Béatitudes, ou la Science du bonheur - Abnégation (1859) - L'Apôtre des nègres, ou Vie du B. Pierre Claver (1859) - Biographie de Mozart (1859) - La Famille Clairval (1859) - La charité en action (1859) - Lettres à une jeune fille (1859) - Souvenirs d'une institutrice (1859) - Quelques Heures de solitude (1860) - L'anneau de paille (1860) - La charité (1860) - Aux Jeunes Personnes. Politesse et savoir-vivre (1860) - Une Dette sacrée. Encore une Dette. Deux amis. La Croix voilée. Une Redevance (1860) - Le Droit d'aînesse (1860) - Pulchérie (1860) - Les servantes de Dieu (1861) - Le Foyer, récits (1861) - Études populaires. Antoinette Lemire, ou l'Ouvrière de Paris (1861) - La Table de sapin, suivi de l'Idole (1861) - Trois Proverbes. L'Humeur, proverbe en 2 actes. Tout vient à point à qui sait attendre, proverbe en 3 parties (1861) - Léontine, histoire d'une jeune femme (1862) - Si j'avais mille écus (1862) - Les trois soeurs (1863) - Souvenirs d'une famille du peuple, depuis les temps mérovingiens jusqu'à nos jours (1863) - Marcia et les femmes aux premiers temps du christianisme (1863) - Les coeurs droits (1863) - Études populaires. Marthe Blondel, ou l'Ouvrière de fabrique (1863) - Le Mois des serviteurs de Marie (1863) - La Paix du logis, suivie de: Croix de paille, Croix de plomb; l'Utile avant l'agréable; A quelque chose malheur est bon (1863) - L'Inventaire, suivi de le Billet de logement (1864) - Denise (1864) - Une Faute d'orthographe (1864) - La main droite et la main gauche; Les pompons et les haillons. Une leçon d'histoire (1864) - Gérard l'aveugle (1865) - La Bienheureuse Marguerite-Marie Alacoque, religieuse de la Visitation à Paray-le-Monial (1865) | - Le Divorce (1865) - Intrigue et droiture (1865) - La pierre angulaire (1865) - Le dernier-né, scènes de famille (1866) - L'Héritage de Françoise (1866) - La réhabilitation (1866) - Journée chrétienne de la jeune fille, méditations et lectures pour tous les jours de l'année, à l'usage des jeunes personnes (1867) - Anne-Marie (1867) - Récits du foyer (1867) - Antoinette Lemire ou L'ouvrière de Paris (1867) - La Femme d'un officier (1867) - Mademoiselle de Neuville, Ide de Chandfontaine, Béatrix (1867) - Quelques femmes auteurs du XIXe siècle (1867) - Études populaires. Euphrasie, histoire d'une pauvre femme (1868) - Études historiques. Marie Tudor et Élizabeth, reines d'Angleterre - Andrée d'Effauges (1869) - Les Roses sans épines (1869) - Henriette de Bréhault - Agathe, ou la Première Communion (1869) - L'Adoption (1869) - La Famille Reydel (1870) - Le Buisson du mendiant, suivi de Le Fort de Capaha (1870) - Le ménage d'Henriette, suivi du Trait d'union (1871) - Catherine Hervey (1872) - Marc de Lheiningen (inédit), suivi de Histoire d'Yseult, par Mme Mathilde Bourdon (1873) - Le Sacré-Coeur de Jésus, courtes méditations sur les litanies... (1874) - Le Mariage de Thècle, suivi de Saphira et de Calixte (1875) - L'Aînée et la cadette (1876) - Le Voeu, suivi de le Bout de l'oreille (1876) - Le Val Saint-Jean (1876) - Les Premiers et les derniers (1878) - La Machine à coudre (1878) - La Rosière, ou Trop parler nuit, proverbe (1878) - Seule dans Paris (1879) - Études et notices historiques (1879) - Récits de notre temps... (1880) - Récits et souvenirs (1881) - La main droite et la main gauche (1882) - Mois de mars, consacré à saint Joseph. Lectures et exemples pour chaque jour de ce mois (1882) - Le Lait de chèvre (1883) - Mademoiselle de Chênevaux (1887) - L'Arbre de Noël - Chrétiennes de nos jours - La Famille Clairval - De la confiance en Dieu - Silvio Pellico, sa vie et sa mort - Les veillées du patronage - Viviane - Lina, ou Ange et martyre |